# Кент (Британська Колумбія)
Кент (англ. Kent) — окружний муніципалітет в Канаді, у провінції Британська Колумбія, у складі регіонального округу Фрейзер-Велі.

## Населення
За даними перепису 2016 року, окружний муніципалітет нараховував 6067 осіб, показавши зростання на 7,1%, порівняно з 2011-м роком. Середня густина населення становила 35,9 осіб/км².
З офіційних мов обидвома одночасно володіли 175 жителів, тільки англійською — 5 050, а 25 — жодною з них. Усього 690 осіб вважали рідною мовою не одну з офіційних, з них 10 — одну з корінних мов, а 15 — українську.
Працездатне населення становило 55,6% усього населення, рівень безробіття — 7,8% (8,4% серед чоловіків та 8,1% серед жінок). 76,5% осіб були найманими працівниками, а 19,8% — самозайнятими.
Середній дохід на особу становив $37 802 (медіана $30 400), при цьому для чоловіків — $45 334, а для жінок $30 196 (медіани — $39 117 та $23 456 відповідно).
33,6% мешканців мали закінчену шкільну освіту, не мали закінченої шкільної освіти — 23,7%, 42,8% мали післяшкільну освіту, з яких 20,3% мали диплом бакалавра, або вищий, 20 осіб мали вчений ступінь.
| Статево-вікова структура населення | Статево-вікова структура населення | Статево-вікова структура населення | Статево-вікова структура населення | Статево-вікова структура населення |
| ---------------------------------- | ---------------------------------- | ---------------------------------- | ---------------------------------- | ---------------------------------- |
|                                    |                                    |                                    |                                    |                                    |
| Всього                             | Всього                             | 55,2%44,8%                         |                                    |                                    |
| 0 — 14 років                       | 0 — 14 років                       |                                    | 14%                                | 14%                                |
| 15 — 64 років                      | 15 — 64 років                      |                                    | 61,5%                              | 61,5%                              |
| 65 і більше                        | 65 і більше                        |                                    | 24,5%                              | 24,5%                              |
| 85 і більше                        | 85 і більше                        |                                    | 4%                                 | 4%                                 |
| 100 і більше                       | 100 і більше                       |                                    | 0,1%                               | 0,1%                               |
| Середній вік (років)               | Середній вік (років)               | 44,447,2                           | 45,7                               | 45,7                               |
| Медіана (років)                    | Медіана (років)                    | 45,752,1                           | 48,5                               | 48,5                               |
| — чоловіки — жінки                 |                                    |                                    |                                    |                                    |

| Походження мешканців:     | Походження мешканців:     | Походження мешканців: | Походження мешканців: | Походження мешканців: |
| ------------------------- | ------------------------- | --------------------- | --------------------- | --------------------- |
| Походження                |                           |                       | осіб                  | %                     |
| Корінні американці        | Корінні американці        |                       | 495                   | 9.5%                  |
| Інше північноамериканське | Інше північноамериканське |                       | 1 200                 | 23.03%                |
| Європейське               | Європейське               |                       | 4 310                 | 82.73%                |
| британське                | британське                |                       | 2 555                 | 49.04%                |
| французьке                | французьке                |                       | 435                   | 8.35%                 |
| українське                | українське                |                       | 270                   | 5.18%                 |
| Латинськоамериканське     | Латинськоамериканське     |                       | 75                    | 1.44%                 |
| Африканське               | Африканське               |                       | 35                    | 0.67%                 |
| Азійське                  | Азійське                  |                       | 230                   | 4.41%                 |
| Океанійське               | Океанійське               |                       | 45                    | 0.86%                 |

| Зайнятість населення за галузями (за класифікацією NOC): | Зайнятість населення за галузями (за класифікацією NOC): | Зайнятість населення за галузями (за класифікацією NOC): | Зайнятість населення за галузями (за класифікацією NOC): | Зайнятість населення за галузями (за класифікацією NOC): |
| -------------------------------------------------------- | -------------------------------------------------------- | -------------------------------------------------------- | -------------------------------------------------------- | -------------------------------------------------------- |
|                                                          |                                                          |                                                          |                                                          |                                                          |
| Управління                                               | Управління                                               |                                                          | 13,3%                                                    | 13,3%                                                    |
| Бізнес, фінанси та адміністрування                       | Бізнес, фінанси та адміністрування                       |                                                          | 10,1%                                                    | 10,1%                                                    |
| Природничі та прикладні науки                            | Природничі та прикладні науки                            |                                                          | 3,6%                                                     | 3,6%                                                     |
| Охорона здоров'я                                         | Охорона здоров'я                                         |                                                          | 4,9%                                                     | 4,9%                                                     |
| Освіта, правозахист, муніципальні та урядові служби      | Освіта, правозахист, муніципальні та урядові служби      |                                                          | 12%                                                      | 12%                                                      |
| Мистецтво, культура, відпочинок та спорт                 | Мистецтво, культура, відпочинок та спорт                 |                                                          | 2,1%                                                     | 2,1%                                                     |
| Роздрібна торгівля та послуги                            | Роздрібна торгівля та послуги                            |                                                          | 22,1%                                                    | 22,1%                                                    |
| Гуртова торгівля, транспорт та обладнання                | Гуртова торгівля, транспорт та обладнання                |                                                          | 19,3%                                                    | 19,3%                                                    |
| Природні ресурси, сільське господарство                  | Природні ресурси, сільське господарство                  |                                                          | 9,6%                                                     | 9,6%                                                     |
| Виробництво                                              | Виробництво                                              |                                                          | 3,4%                                                     | 3,4%                                                     |

## Клімат
Середня річна температура становить 10,1°C, середня максимальна – 21,1°C, а середня мінімальна – -3°C. Середня річна кількість опадів – 1 738 мм.
| Клімат поселення                              | Клімат поселення | Клімат поселення | Клімат поселення | Клімат поселення | Клімат поселення | Клімат поселення | Клімат поселення | Клімат поселення | Клімат поселення | Клімат поселення | Клімат поселення | Клімат поселення | Клімат поселення |
| Показник                                      | Січ.             | Лют.             | Бер.             | Квіт.            | Трав.            | Черв.            | Лип.             | Серп.            | Вер.             | Жовт.            | Лист.            | Груд.            |                  |
| Середній максимум, °C                         | 6,72             | 9,12             | 11,62            | 14,26            | 17,55            | 20,22            | 20,55            | 21,07            | 18,10            | 13,67            | 8,87             | 5,59             |                  |
| Середня температура, °C                       | 1,88             | 4,27             | 6,76             | 9,41             | 12,70            | 15,37            | 17,60            | 18,11            | 15,15            | 10,71            | 5,91             | 2,63             |                  |
| Середній мінімум, °C                          | −2,98            | −0,58            | 1,92             | 4,56             | 7,84             | 10,52            | 14,64            | 15,18            | 12,19            | 7,77             | 2,97             | −0,32            |                  |
| Норма опадів, мм                              | 234              | 158              | 154              | 123              | 101              | 90               | 61               | 58               | 92               | 180              | 264              | 223              |                  |
| Середньомісячна швидкість вітру, м/с          | 3.16             | 3.05             | 3.14             | 3.09             | 2.96             | 2.96             | 2.88             | 2.66             | 2.44             | 2.57             | 3.04             | 3.16             |                  |
| Середньомісячна сонячна радіація, кДж/м²·день | 3281             | 6372             | 10187            | 15252            | 18824            | 20306            | 21710            | 18680            | 13373            | 7323             | 3634             | 2560             |                  |
| --------------------------------------------- | ---------------- | ---------------- | ---------------- | ---------------- | ---------------- | ---------------- | ---------------- | ---------------- | ---------------- | ---------------- | ---------------- | ---------------- | ---------------- |
| Джерело:                                      |                  |                  |                  |                  |                  |                  |                  |                  |                  |                  |                  |                  |                  |